# Vila Chã (Ponte da Barca)
Vila Chã (oficialmente: União das Freguesias de Vila Chã (São João Batista e Santiago)) é uma freguesia portuguesa do município de Ponte da Barca, com 16,76 km² de área e 540 habitantes (censo de 2021). A sua densidade populacional é 32,2 hab./km².

## História
Foi criada aquando da reorganização administrativa de 2012/2013, resultando da agregação das antigas freguesias de Vila Chã (São João Batista) e Vila Chã (Santiago):

## Demografia
A população registada nos censos foi:
| Distribuição da População por Grupos Etários | Distribuição da População por Grupos Etários | Distribuição da População por Grupos Etários | Distribuição da População por Grupos Etários | Distribuição da População por Grupos Etários | Distribuição da População por Grupos Etários |
| -------------------------------------------- | -------------------------------------------- | -------------------------------------------- | -------------------------------------------- | -------------------------------------------- | -------------------------------------------- |
| Antes da agregação                           |                                              |                                              |                                              |                                              |                                              |
| Ano                                          | 0-14 anos                                    | 15-24 anos                                   | 25-64 anos                                   | >= 65 anos                                   | Total                                        |
| 2001                                         | 125                                          | 92                                           | 368                                          | 192                                          | 777                                          |
| 2011                                         | 61                                           | 55                                           | 308                                          | 199                                          | 623                                          |
| Após a agregação                             |                                              |                                              |                                              |                                              |                                              |
| Ano                                          | 0-14 anos                                    | 15-24 anos                                   | 25-64 anos                                   | >= 65 anos                                   | Total                                        |
| 2021                                         | 38                                           | 41                                           | 259                                          | 202                                          | 540                                          |